# Кома
Ко́ма (от др.-греч. κῶμα «глубокий сон») — жизнеугрожающее состояние между жизнью и смертью, характеризующееся резким ослаблением или отсутствием реакции на внешние раздражения, угасанием рефлексов до полного их исчезновения, нарушением глубины и частоты дыхания, изменением сосудистого тонуса, учащением или замедлением пульса, нарушением температурной регуляции. Обусловлено нарушением кровообращения в головном мозге и (или) токсическим повреждением клеток центральной нервной системы. Развивающиеся при коме нарушения дыхания и кровообращения могут привести больного к летальному исходу.
Кома развивается в результате глубокого торможения в передней коре головного мозга с распространением его на подкорку и нижележащие отделы центральной нервной системы вследствие острого нарушения кровообращения в головном мозге, травм головы, воспаления (при энцефалитах, менингитах, малярии), а также в результате отравлений (барбитуратами, окисью углерода и др.), при сахарном диабете, уремии, гепатите (уремическая, печёночная кома). При этом возникают нарушения кислотно-щелочного равновесия в нервной ткани, кислородное голодание, нарушения ионного обмена и энергетическое голодание нервных клеток. Коме предшествует прекоматозное состояние, на протяжении которого происходит развитие указанных симптомов.
Лечение: устранение причины, вызвавшей кому; мероприятия, направленные на восстановление кислотно-щелочного равновесия, ликвидацию коллапса, восстановление дыхания, борьбу с кислородным голоданием.
Первая помощь: необходимо освободить больного от стесняющей одежды, придать ему горизонтальное положение, вынуть съёмные зубные протезы, чтобы они не попали в дыхательные пути. В этот период нужно срочно вызвать скорую помощь.
У «побывавших» в коме пациентов могут развиваться (на временной или же постоянной основе) когнитивные изменения соматического характера в коре головного мозга, способствующие в свою очередь искажению мышления (неправильный отсчёт времени, галлюцинации, антероградные расстройства кратковременной памяти) и восприятия мира. Сознательная деятельность изменяется незначительно или же остаётся прежней.

## Общие сведения
В клинической практике утвердилось понятие «комы» как угрожающего патологического состояния, часто имеющего определённую стадийность в своём развитии и требующего в таких случаях неотложной диагностики и терапии на возможно более ранней стадии нарушений функций ЦНС, когда их угнетение ещё не достигло предельной степени. Поэтому клинический диагноз комы устанавливают не только при наличии всех характеризующих её признаков, но и при симптомах частичного угнетения функций ЦНС (например, при утрате понимания с сохранением рефлексов), если оно расценивается как стадия развития коматозного состояния.
Основанием для оценки проявлений начального или умеренно выраженного угнетения ЦНС служат понимание общих закономерностей развития комы и знание тех заболеваний и патологических процессов, при которых кома бывает характерным осложнением, специфически связанным с патогенезом основного заболевания и определяющим его витальный прогноз, что предполагает также определённую специфичность тактики неотложной помощи. В подобных случаях диагностика комы имеет самостоятельное значение и отражается в формулируемом диагнозе (например, отравление барбитуратами, кома III степени). Обычно кома не выделяется в диагнозе, если в нём указано другое патологическое состояние, при котором потеря сознания подразумевается как составная проявлений (например, при анафилактическом шоке, клинической смерти).

## Этиология
Кома не является самостоятельным заболеванием; она возникает либо как осложнение ряда заболеваний, сопровождающихся значительными изменениями условий функционирования ЦНС, либо как проявление первичного повреждения структур головного мозга (например, при тяжёлой черепно-мозговой травме). В то же время при разных формах патологии коматозные состояния различаются по отдельным элементам патогенеза и проявлениям, что обусловливает и дифференцированную терапевтическую тактику при комах разного происхождения.

## Классификация
В классификациях комы, построенных по этиологическому принципу, описано свыше 30 её видов, из которых часть относится не к отдельным заболеваниям, а к группам болезней или синдромам.

### Первичная церебральная кома
В основе этого вида ком лежит угнетение функций ЦНС в связи с первичным поражением головного мозга.
- Кома травматическая (лат. coma traumaticum) — кома, обусловленная поражением ЦНС при черепно-мозговой травме.
- Кома эпилептическая (лат. coma epilepticum) — кома, развивающаяся при эпилептическом припадке.
- Кома апоплектическая (лат. coma apoplecticum) — кома, развивающаяся при острых нарушениях мозгового кровообращения.
- Кома менингеальная (лат. coma meningeale) — кома, развивающаяся вследствие интоксикации при инфекционных менингитах.
- Кома апоплектиформная (лат. coma apoplectiforme) — кома, обусловленная вторичными нарушениями мозгового кровообращения, напр. при инфаркте миокарда.
- Кома опухолевая — кома, развивающаяся при опухолях мозга и его оболочек.

### Эндокринная кома
Кома, обусловленная нарушением метаболизма вследствие недостаточного синтеза гормонов, избыточной их продукции или передозировки гормональных препаратов.

#### Кома, вызванная недостатком гормонов
- Кома диабетическая (лат. coma diabeticum) — кома, обусловленная резкой недостаточностью инсулина при сахарном диабете, приводящей к значительной гипергликемии с гиперосмосом плазмы и к кетоацидозу, также называется гипергликемической и кетоацидотической.
- Кома гипокортикоидная (лат. coma hypocorticoideum) — кома, обусловленная острой недостаточностью коры надпочечников. Синоним: кома надпочечниковая (лат. coma suprarenale).
- Кома гипопитуитарная (лат. coma hypopituitarium) — кома, обусловленная резким снижением секреции гормонов гипофиза. Синоним: кома гипофизарная (лат. coma hypophysiale).
- Кома гипотиреоидная (лат. coma hypothyreoideum) — кома, обусловленная резким уменьшением секреции или утилизации тиреоидных гормонов. Синоним: микседематозная кома (лат. coma myxoedematosum).

| Клиническая характеристика  | Диабетическая кома                                                                    | Гипогликемическая кома                                                                                           | Уремическая кома                                                                                               | Хлоргидропеническая кома                                                               | Печёночная кома                                                                                 | Ацетонемическая кома                                                             |
| --------------------------- | ------------------------------------------------------------------------------------- | --- | --- | -------------------------------------------------------------------------------------- | ----------------------------------------------------------------------------------------------- | -------------------------------------------------------------------------------- |
| Основное заболевание        | Сахарный диабет                                                                       | Сахарный диабет, опухоли надпочечников                                                                           | Хроническое заболевание почек                                                                                  | Любые заболевания, сопровождающиеся упорной рвотой                                     | Болезнь Боткина, цирроз печени, гепатохолангиты                                                 | Сахарный диабет                                                                  |
| Начало                      | Медленное (у детей более быстрое, чем у взрослых)                                     | Внезапное | Постепенное | Медленное                                                                              | Постепенное                                                                                     | Постепенное                                                                      |
| Сознание                    | Теряется постепенно (может предшествовать психическая депрессия)                      | Быстрая потеря (могут предшествовать возбуждение, бред)                                                          | Теряется постепенно (забытье, сонливость, сопор, кома)                                                         | Теряется постепенно                                                                    | Постепенное развитие коматозного состояния, галлюцинации и делирий                              | Теряется постепенно (забытье, сонливость, сопор, кома)                           |
| Тонус мышц, рефлексы        | Мышечная гипотония, вялость сухожильных рефлексов, иногда — их отсутствие             | Гипертония, ригидность мышц, патологические рефлексы                                                             | Миоклонические подёргивания в различных частях тела. Сухожильные рефлексы повышены                             | Адинамия, тетания, фибриллярные подёргивания, гиперрефлексия, каталепсия               | Двигательное беспокойство, судороги, менингиальные явления                                      | Гипотония, рефлексы снижены                                                      |
| Судороги                    | Отсутствуют                                                                           | Есть. Частое дрожание конечностей                                                                                | В конечной стадии                                                                                              | Редко                                                                                  | Редко                                                                                           | Редко                                                                            |
| Кожа                        | Бледная, сухая (обезвоживание). Щёки красные                                          | Бледная, влажная                                                                                                 | Сухая, кожный зуд, следы расчёсов, редко отёки                                                                 | Суховатая, тургор и эластичность снижены                                               | Сухая, желтушная, расчёсы, точечные кровоизлияния                                               | Сухая, бледная                                                                   |
| Дыхание                     | Куссмауля. Запах ацетона в выдыхаемом воздухе                                         | Поверхностное | Глубокое, иногда Чейн-Стокса или Куссмауля, запах аммиака (мочи)                                               | Поверхностное, учащённое, неприятный запах изо рта                                     | Куссмауля                                                                                       | Глубокое, токсическое, запах ацетона изо рта                                     |
| Сердечно-сосудистая система | Тоны сердца глухие, артериальная гипотония, пульс частый, плохого наполнения, коллапс | Тоны сердца ясные, артериальное давление лабильное, пульс нормальный, но может быть брадикардия, реже тахикардия | Акцент на аорте, артериальная гипертония, может выслушиваться шум трения перикарда, пульс твёрдый, напряжённый | Тоны сердца глухие, артериальная гипотония, пульс учащённый, мягкий, иногда аритмичный | Тоны сердца приглушены, артериальная гипотония, тахи- или брадикардия, пульс слабого наполнения | Тоны сердца глухие, артериальная гипотония, тахикардия, пульс слабого наполнения |
| Расстройства пищеварения    | Аппетит отсутствует, тошнота, рвота, язык сухой                                       | Аппетит повышен, рвоты нет, язык влажный                                                                         | Тошнота, рвота, иногда понос                                                                                   | Аппетит отсутствует, рвота и понос                                                     | Аппетит отсутствует, рвота, понос                                                               | Полное отсутствие аппетита, неукротимая обильная рвота                           |
| Печень                      | Увеличена                                                                             | Увеличена у больных диабетом и нормальных размеров при спонтанных гипогликемиях                                  | Может быть увеличена                                                                                           | В зависимости от основного заболевания может быть увеличена                            | Уменьшена                                                                                       | Увеличена, болезненна                                                            |
| Глаза                       | Тонус глазных яблок понижен                                                           | Тонус глазных яблок нормальный                                                                                   | Зрачки сужены, ухудшение зрения                                                                                | Зрачки расширены                                                                       | Зрачки расширены                                                                                | Без особенностей                                                                 |
| Кровь                       | Гипергликемия, гиперкетонемия, лейкоцитоз                                             | Гипогликемия, небольшой лейкоцитоз                                                                               | Ацидоз, азотемия, анемия                                                                                       | Гипохлоремия, лейкоцитоз, алкалоз                                                      | Гипербилирубинемия, нередко азотемия                                                            | Гипохлоремия, отсутствие гипергликемии                                           |
| Моча                        | Гликозурия, ацетонурия, высокая относительная плотность                               | Сахар и ацетон отсутствуют                                                                                       | Полиурия, гипоизостенурия, наличие белка, скудный мочевой осадок                                               | Олигоурия, анурия                                                                      | Желчные пигменты, уробилин, кристаллы лейцина и тирозина                                        | Ацетон, ацетоуксусная кислота, отсутствие глюкозурии                             |

#### Кома, вызванная передозировкой гормональных препаратов
- Кома тиреотоксическая (лат. coma thyreotoxicum) — кома, обусловленная резким увеличением содержания тиреоидных гормонов в крови.
- Кома гипогликемическая (лат. coma hypoglycaemicum) — частичная или полная потеря сознания, обусловленная резким снижением содержания глюкозы в крови; наблюдается при неадекватной инсулинотерапии и при гормонально-активных инсулиномах. Предвестниками гипогликемии являются чувство голода, потливость, снижение артериального давления, тахикардия, раздражительность, озлобленность, суетливость, дрожь в руках или по всему телу. Однако, в случаях применения препаратов или аналогов инсулина человека предвестники могут отсутствовать — кома начинается судорогами, генерализованной профузной потливостью, сознание угасает быстро.

### Токсическая кома
К токсическим комам (coma toxicum) относятся комы, обусловленные либо воздействием экзогенного яда, либо эндогенной интоксикацией при печеночной недостаточности или почечной недостаточности, токсикоинфекциях, панкреатите, различных инфекционных болезнях.
- Кома алкогольная (лат. coma alcoholicum) — кома, обусловленная отравлением алкоголем.
- Кома барбитуровая (лат. coma barbituricum) — кома, обусловленная отравлением производными барбитуровой кислоты (фенобарбитал, люминал).
- Кома угарная — кома, обусловленная отравлением окисью углерода.
- Кома холерная (лат. coma choleraicum) — кома при холере, обусловленная отравлением бактериальными токсинами в сочетании с нарушениями водно-электролитного баланса.
- Кома экламптическая (лат. coma eclampticum) — кома, развивающаяся при экламптическом припадке.
- Кома гиперосмолярная (лат. coma hyperosmolaricum) — кома, обусловленная резким повышением осмотического давления плазмы крови. Возникает на фоне высокой гипергликемии, как правило без высокой кетонемии (чаще при сахарном диабете второго типа).
- Кома гиперкетонемическая (лат. coma hyperketonaemicum) — диабетическая кома, обусловленная накоплением в организме кетоновых тел (ацетона, ацетоуксусной и бета-оксимасляной кислот). Даже при высоком кетацидозе нарушения сознания не происходит, поэтому кетоацидоз при сахарном диабете называют диабетический кетоацидоз, который в свою очередь может приводит к нарушению сознания, что и называется комой. Синонимы: кома кетоацидотическая (лат. coma ketoacidoticum), кома ацетонемическая (лат. coma acetonaemicum).
- Кома гиперлактацидемическая (лат. coma hyperlactacidaemicum) — кома, обусловленная резким увеличением содержания в крови молочной кислоты, как правило при сахарном диабете. Синоним: кома лактацидотическая (лат. coma lactatacidoticum).
- Кома печеночная (лат. coma hepaticum) — кома, обусловленная крайней степенью печеночной недостаточности.
- Кома уремическая (лат. coma uraemicum) — кома, обусловленная почечной недостаточностью.

### Гипоксическая кома
Кома гипоксическая (лат. coma hypoxicum) — кома, обусловленная угнетением клеточного дыхания вследствие недостаточного поступления кислорода в ткани или блокирования дыхательных ферментов. Синоним: кома аноксическая (coma anoxicum).
Различают:
- Гипоксемическая кома — кома, связанная с недостаточным поступлением кислорода извне (гипобарическая гипоксемия, удушение) или с нарушением транспорта кислорода кровью при анемиях, тяжелых острых расстройствах кровообращения
  - Кома анемическая (лат. coma anaemicum) — гипоксическая кома, обусловленная тяжёлой анемией.
  - Кома астматическая (лат. coma asthmaticum) — кома, развивающаяся во время приступа бронхиальной астмы или как следствие астматического состояния.
- Кома респираторная (лат. coma respiratorium) — гипоксическая кома, обусловленная недостаточностью внешнего дыхания. Развивается при дыхательной недостаточности вследствие значительных нарушений газообмена в легких, обусловленная не только гипоксией, но и декомпенсированным ацидозом в связи с гиперкапнией. Синонимы: кома респираторно-ацидотическая (лат. coma respiratorium acidoticum), кома респираторно-церебральная (лат. coma respiratorium cerebrale).

### Кома, связанная с потерей электролитов, воды и энергетических веществ
- Кома голодная (лат. coma famelicum) — кома, развивающаяся при резко выраженной алиментарной дистрофии. Синоним: кома алиментарно-дистрофическая (лат. coma alimentodystrophicum).
- Кома гемолитическая (лат. coma haemolyticum) — кома, обусловленная острым массивным гемолизом.
  - Кома малярийная (лат. coma malariale) — гемолитическая кома при малярии, развивающаяся во время малярийного пароксизма.
- Кома хлорпеническая (лат. coma chlorpenicum) — кома, обусловленная значительной потерей организмом хлоридов, напр. при неукротимой рвоте, поносе. Синонимы: кома гипохлоремическая (лат. coma hypochloraemicum), кома хлоргидропеническая (лат. coma chlorhydropenicum), кома хлоропривная (лат. coma chloroprivum).

### Термическая кома
- Кома гипертермическая (лат. coma hyperthermicum) — кома, обусловленная перегреванием организма. Синонимом является тепловой удар.

## Патогенез
Угнетение функций коры, подкорковых образований и ствола мозга, характеризующее развитие комы, связано с метаболическими нарушениями и структурными изменениями в ЦНС, соотношение которых при отдельных видах комы различно.
Структурные нарушения первичны и имеют ведущее значение в патогенезе комы, обусловленной механическим повреждением головного мозга при черепно-мозговой травме, нарушениях мозгового кровообращения, опухолевых процессах в полости черепа, а также при коме у больных с воспалительными изменениями мозга и его оболочек (при энцефалитах, менингитах), когда существенное значение имеют и нарушения метаболизма клеток в связи с инфекционной интоксикацией.
Несомненна патогенетическая роль и вторичных структурных повреждений мозга, а также изменений физических свойств внутричерепных образований при коме, первично обусловленной нарушениями метаболизма (при отравлениях, эндокринных и внутренних болезнях). В большинстве таких случаев патологоанатомически обнаруживаются признаки набухания головного мозга, отек его оболочек, увеличение жидкости в подпаутинном пространстве (особенно при экламптической, уремической коме), расширение периваскулярных пространств, неравномерное кровенаполнение головного мозга нередко с участками просветления в коре, точечные кровоизлияния, хроматолиз, вакуолизация, пикноз клеток коры больших полушарий и мозжечка. Эти изменения головного мозга и его оболочек, повышение внутричерепного давления, расстройства ликвородинамики усугубляют метаболические нарушения в нервных клетках и угнетение их физиологической активности.
Патогенез комы, первично обусловленных нарушением метаболизма в ЦНС, во многом определяется особенностями основного заболевания или патологического процесса (например, токсикокинетикой и токсикодинамикой экзогенного яда при отравлениях, развитием ацидоза и гиперосмолярности крови при вариантах диабетической комы), но выделяются и общие для многих видов комы закономерности патогенеза. К ним относятся прежде всего недостаточное энергетическое и пластическое обеспечение функций нервных клеток (за счёт дефицита или нарушений усвоения глюкозы и других веществ, развития гипоксии), расстройство водно-электролитного гомеостаза нейроцитов и функции их мембран с нарушением медиаторных процессов в синапсах центральной нервной системы.
Дефицит энергетических веществ или блокада их утилизации лежит в основе патогенеза голодной комы, гипогликемической комы и является важным звеном патогенеза многих других видов комы, в частности при эндокринных заболеваниях, когда существенно изменяется интенсивность обмена веществ в целом.
Нарушения клеточного дыхания могут рассматриваться как одна из ведущих причин энергетического дефицита в головном мозге при всех видах комы первичного дисметаболического генеза, о чём свидетельствуют и изменения клеток головного мозга, соответствующие выявляемым при острой гипоксии. В нейроцитах обнаруживают признаки острого набухания и дистрофии, цитолиз; определяются глыбчатые внутриклеточные включения, пикноз, гиперхроматоз, хроматолиз при уменьшении числа рибосом и повышенной вакуолизации цитоплазмы; дистрофически изменены глиальные клетки. В основе нарушений клеточного дыхания могут быть блокада дыхательных ферментов цитотоксическими ядами (при токсической коме), анемия (особенно при остром гемолизе), гипоксемия, ацидоз (при респираторной, диабетической, уремической и некоторых других видах комы), прекращение или ограничение притока крови к головному мозгу на отдельных участках (при инсульте) либо в целом (например, при острой сердечно-сосудистой недостаточности), но главным образом диффузные нарушения кровоснабжения мозга вследствие расстройств микроциркуляции. Последние обнаруживаются практически при всех видах комы с летальным исходом. Достаточно закономерно в микроциркуляторном русле определяются расширение капилляров со стазом крови в них, плазматическое пропитывание и некробиотические изменения сосудистых стенок, периваскулярный отек, точечные кровоизлияния. В условиях гипоксии нарушаются цикл трикарбоновых кислот, окисление глюкозы, снижается содержание в клетках мозга АТФ, повышается содержание АДФ, становится преобладающим анаэробный метаболизм с накоплением в цереброспинальной жидкости молочной кислоты и аммиака, развитием ацидоза, резко нарушающего обмен электролитов и функциональное состояние клеточных мембран.
Расстройства водно-электролитного гомеостаза нейроцитов прежде всего отражаются на формировании клеточных потенциалов и процессах поляризации и деполяризации мембран, приводя к нарушению образования и выделения медиаторов, блокаде рецепторов и дефектам синаптической связи между нейронами, что проявляется угнетением или выпадением функции вовлечённых в патологический процесс структур ЦНС. Нарастание этих расстройств сопровождается значительным изменением физических свойств клеток и деградацией субклеточных структур. При коме дисметаболического генеза водно-электролитный дисбаланс чаще является следствием гипоксии и ацидоза, приобретая значение одного из конечных звеньев патогенеза комы (например, при респираторной, кетоацидотической, гипотиреоидной коме).
Однако некоторые виды комы, например уремическая, хлоргидропеническая, печеночная, развиваются уже на фоне нередко значительных нарушений водно-электролитного баланса, которые с самого начала или на относительно ранних стадиях развития комы составляют существенную часть её патогенеза и ускоряют переход от легких степеней угнетения ЦНС к глубокой коме (например, при гиперосмолярной коме). Во многих случаях выраженность угнетения функций ЦНС при коме дисметаболического генеза пропорциональна степени нарушений водно-электролитного гомеостаза нейроцитов. Это не относится к коме, которая обусловлена избирательным воздействием на нервные клетки ядов (в том числе из разряда фармакологических средств).

## Клинические проявления и течение
Кома может развиваться внезапно (почти мгновенно), быстро (за период от нескольких минут до 1—3 ч) и постепенно — в течение нескольких часов или дней (медленное развитие комы). В практическом отношении определённые преимущества имеет классификация, предполагающая выделение прекомы и 4 степеней тяжести (стадий развития) коматозного состояния.

### Прекома
Расстройство понимания характеризуется спутанностью, умеренной оглушенностью; чаще наблюдаются заторможенность, сонливость либо психомоторное возбуждение; возможны психотические состояния (например, при токсической, гипогликемической коме); целенаправленные движения недостаточно координированы; вегетативные функции и соматический статус соответствуют характеру и тяжести основного и сопутствующих заболеваний; все рефлексы сохранены (их изменения возможны при первично-церебральной коме и коме, обусловленной нейротоксическими ядами).

### Кома I степени
Выраженная оглушённость, сон (ступор), торможение реакций на сильные раздражители, включая болевые; больной выполняет несложные движения, может глотать воду и жидкую пищу, самостоятельно поворачивается в постели, но контакт с ним значительно затруднён; мышечный тонус повышен; реакция зрачков на свет сохранена, нередко отмечается расходящееся косоглазие, маятникообразные движения глазных яблок; кожные рефлексы резко ослаблены, сухожильные — повышены (при некоторых видах комы снижены).

### Кома II степени
Глубокий сон, контакт с больным не достигается; резкое ослабление реакций на боль; редкие спонтанные движения некоординированы (хаотичны); отмечаются патологические типы дыхания (шумное, стридорозное, Куссмауля, Чейна — Стокса и др., чаще с тенденцией к гипервентиляции); возможны непроизвольные мочеиспускания и дефекация; реакция зрачков на свет резко ослаблена, зрачки часто сужены; корнеальные и глоточные рефлексы сохранены, кожные рефлексы отсутствуют, выявляются пирамидные рефлексы, мышечная дистония, спастические сокращения, фибрилляции отдельных мышц, горметония (смена резкого напряжения мышц конечностей их расслаблением и появлением ранней контрактуры мышц).

### Кома III степени (или «атоническая»)
Сознание, реакция на боль, корнеальные рефлексы отсутствуют; глоточные рефлексы угнетены; часто наблюдается миоз, реакция зрачков на свет отсутствует; сухожильные рефлексы и тонус мышц диффузно снижены (возможны периодические локальные или генерализованные судороги); мочеиспускание и дефекация непроизвольны; артериальное давление снижено, дыхание аритмично, часто угнетено до редкого, поверхностного, температура тела понижена.

### Кома IV степени (запредельная)
Полная арефлексия, атония мышц; мидриаз; гипотермия, глубокое нарушение функций продолговатого мозга с прекращением спонтанного дыхания, резким снижением артериального давления, смерть.

## Первая помощь
Так как у человека, находящегося без сознания, расслабляются мышцы языка, может произойти блокада дыхательных путей. Поэтому рекомендуется оказание первой помощи пострадавшему до приезда медиков: перевод пострадавшего в восстановительное положение на боку. Также необходим вызов скорой помощи, так как на этапе первой помощи не представляется возможным определить причину потери сознания, например, дифференциально диагностировать кому от обморока.